# مودیک

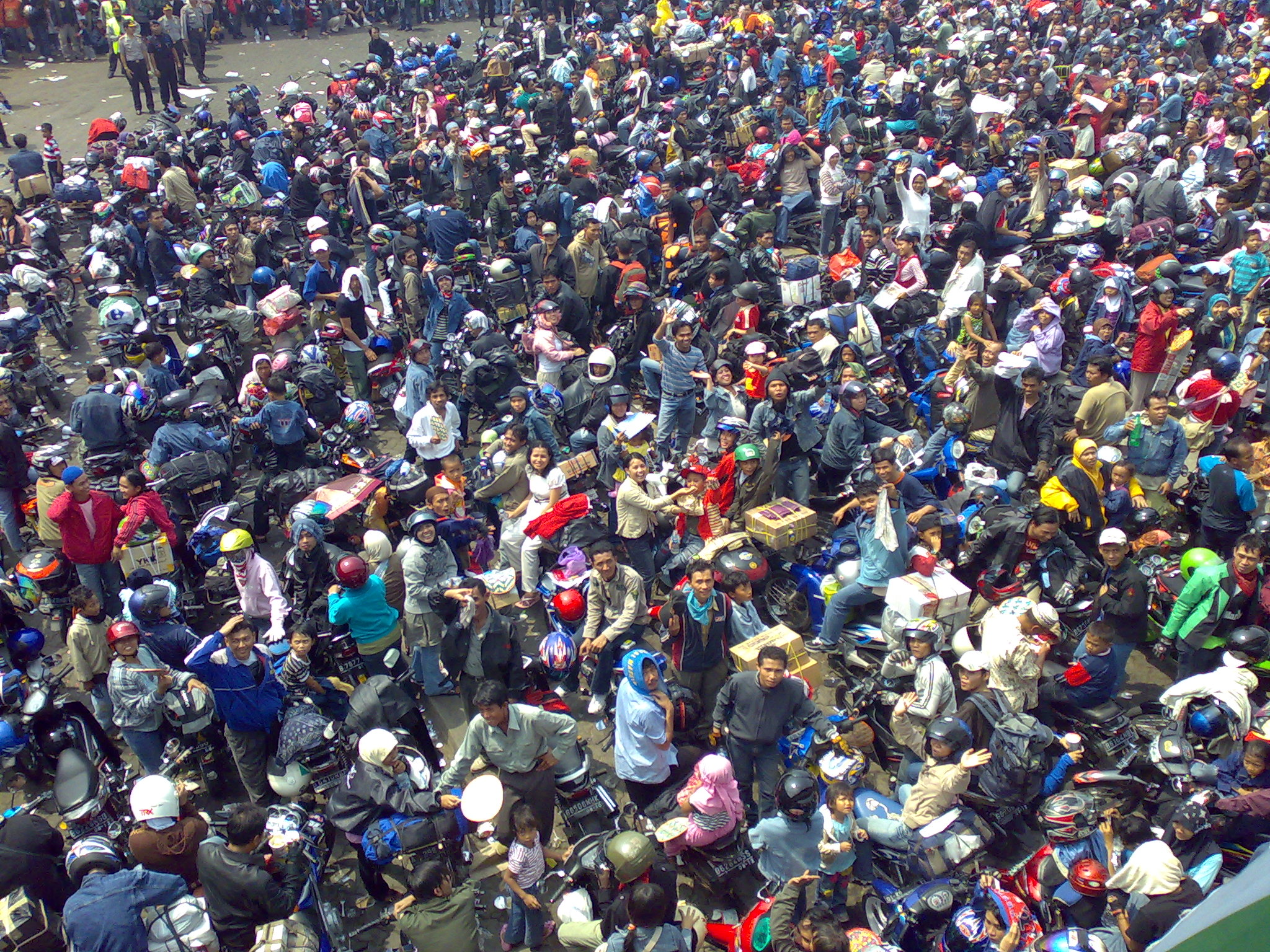
هزاران موتورسوار برای مودیک در انتظار کشتی فرابر خیابان را مسدود کرده‌اند. بندر مراک، بانتن، اندونزی.

مودیک (به انگلیسی: Mudik) یا پولانگ کامپونگ (به انگلیسی: Pulang Kampung) یک اصطلاح در اندونزی برای فعالیت‌هایی است که در آن مهاجران یا کارگران مهاجر در راه بازگشت به زادگاه خود در یک تعطیلات بزرگ در اندونزی انجام می‌دهند. مودیک مترادف است با سنت سالانه بازگشت به خانه که پیش از تعطیلات مذهبی به خصوص عید فطر رخ می‌دهد.
در ۴ ژوئیه ۲۰۱۶ موتور جستجوی گوگل به مناسبت این سنت گوگل دودل صفحه اصلی خود را در اندونزی تغییر داد.